# 维什内韦 (扎波罗热区)
47°55′15″N 35°26′16″E / 47.92083°N 35.43778°E

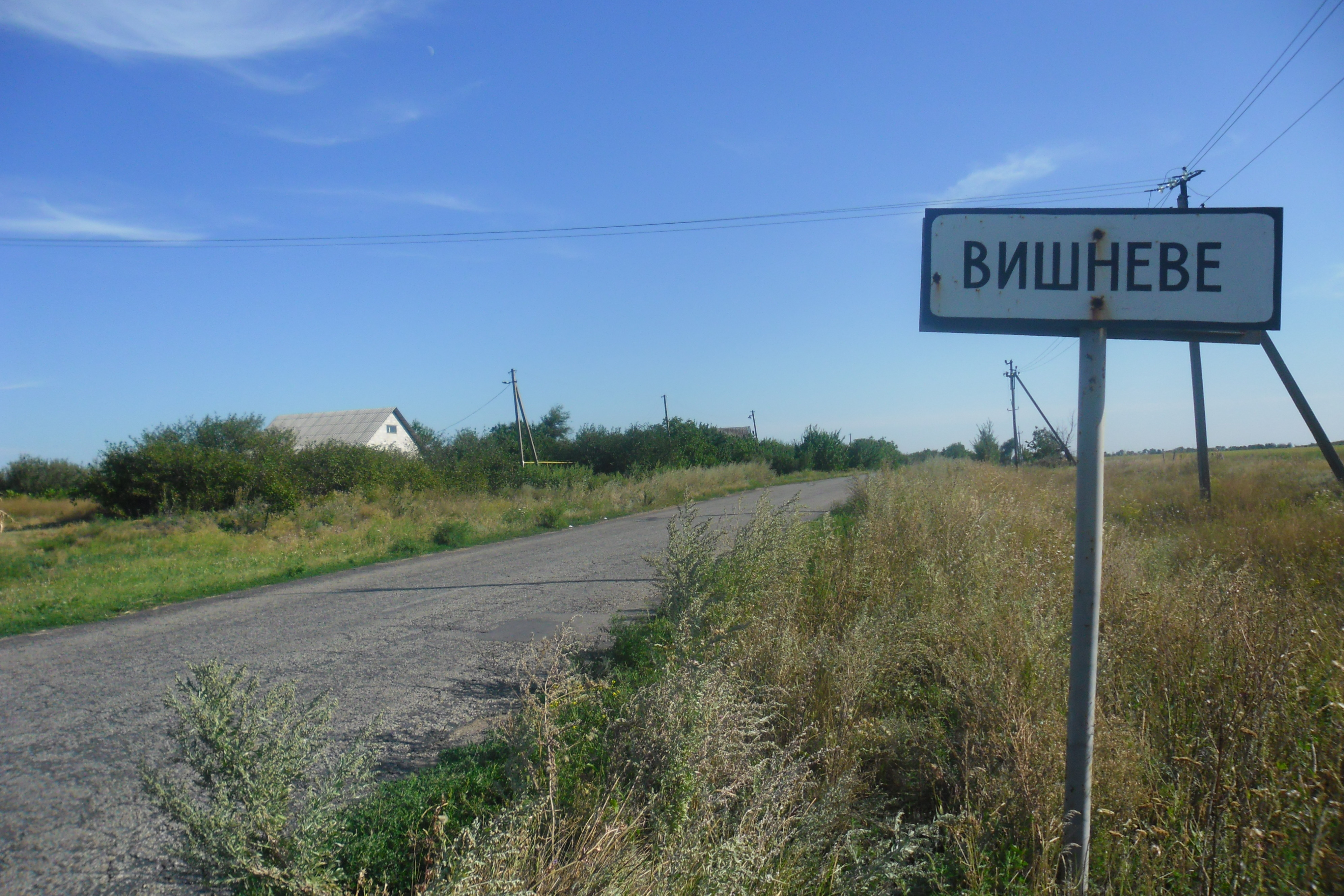

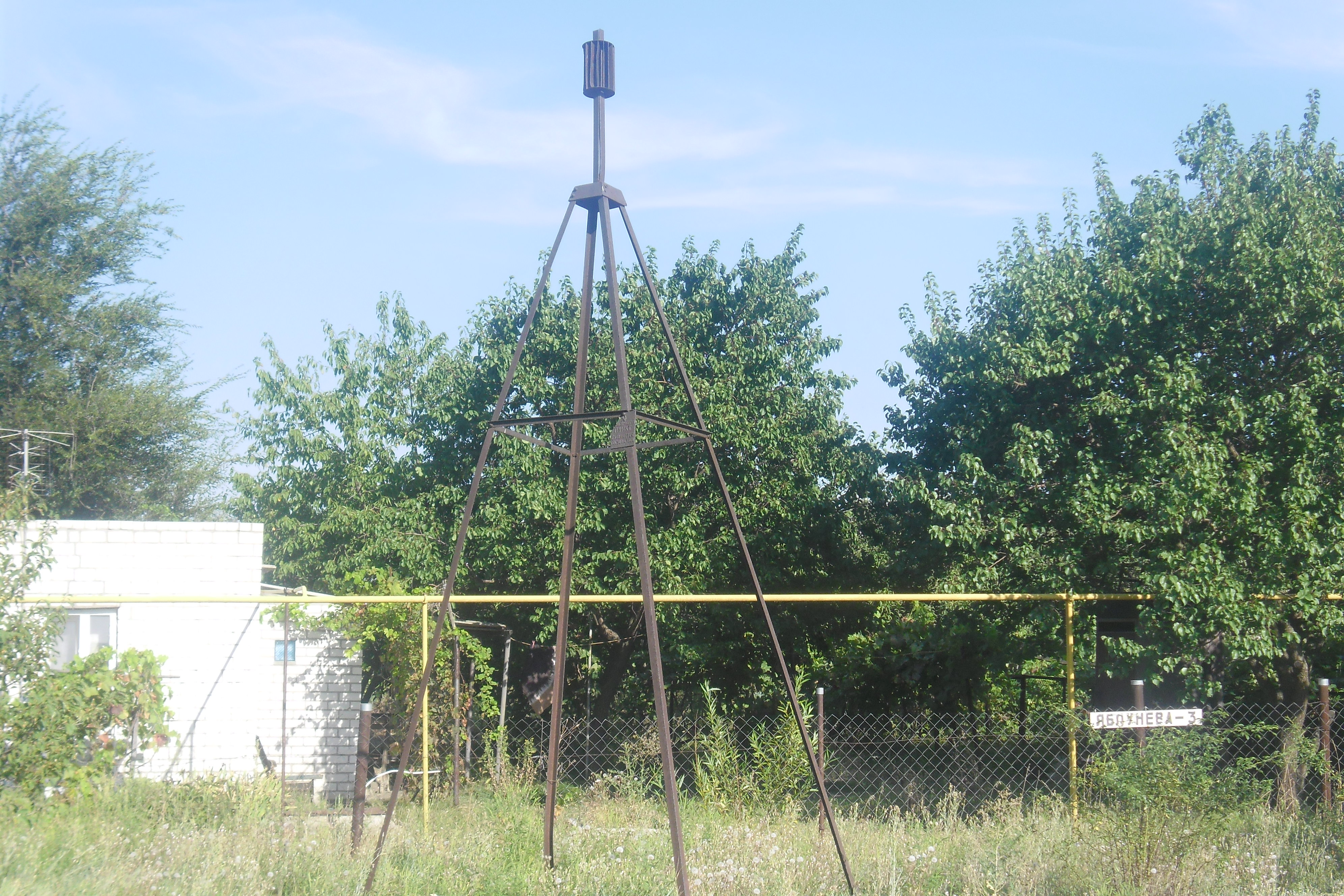

維什內韋（烏克蘭語：Вишневе）是位於烏克蘭東南部的村莊，由扎波羅熱州扎波羅熱区的巴甫利夫斯凱市鎮負責管轄。該村距離斯帕西夫卡0.5公里，始建於1925年，面積0.089平方公里。